# Arrondissement de Coki
L'arrondissement de Coki deprtm kebemirarrondissements du Sénégal. Il est situé au sud-est du département de Louga, dans la région de Louga.
Il compte cinq communautés rurales :
- Communauté rurale de Coki
- Communauté rurale de Thiamène Cayor
- Communauté rurale de Pété Ouarack
- Communauté rurale de Guet Ardo (2011)[2] (Avant le reclassement de 2011 Ndiagne à une commune, il a été appelé Communauté rurale de Ndiagne)

Son chef-lieu est Coki.